# Air Via
Air Via (bulgarisch Ер Виа) war eine bulgarische Charterfluggesellschaft mit Sitz in Sofia und Basis auf dem Flughafen Sofia.

## Geschichte
Air Via wurde am 13. Juni 1990 als erste private Fluggesellschaft Bulgariens gegründet und bot seitdem Flugdienste für verschiedene europäische Reiseveranstalter an. Diese wurden zunächst mit Tupolew Tu-154M durchgeführt, die 2005 an die russische UTair verkauft und durch Airbus A320-200 ersetzt wurden.
Zum Jahresende 2016 stellte Air Via den Dienst ein.
Der IATA-Code VL wurde von der 2024 in Betrieb gegangenen Lufthansa City Airlines GmbH übernommen.

## Flugziele
Air Via flog von ihren Basen in Sofia und Warna sowie ab Burgas vorwiegend Ziele in Deutschland, Österreich und der Schweiz an und verband diese mit europäischen und vor allem bulgarischen Urlaubszielen.

## Flotte

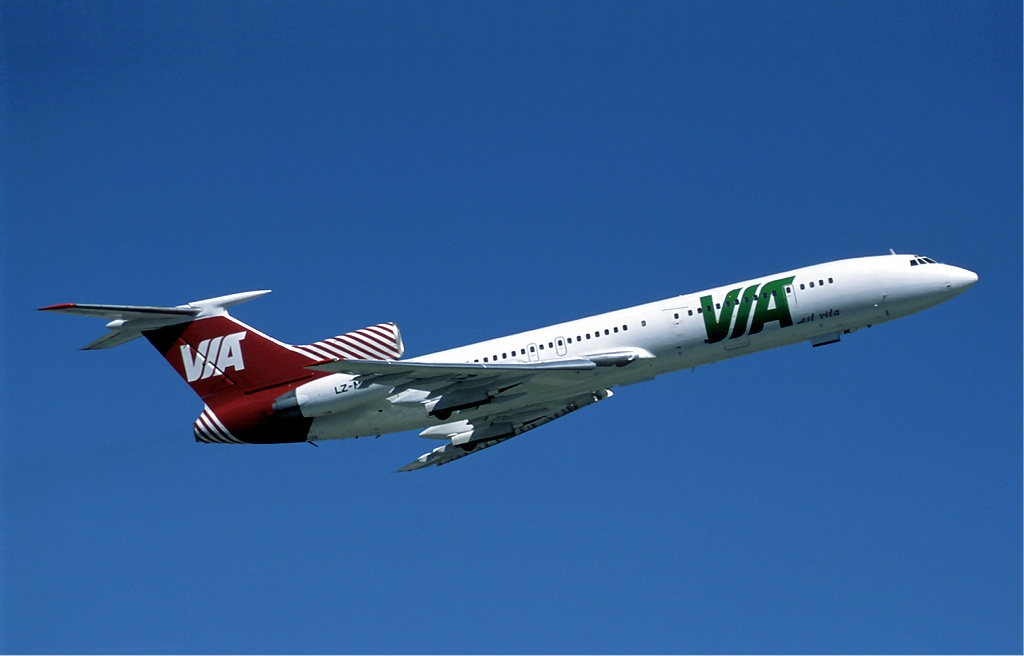
Tupolew Tu-154M der Air Via

Mit Stand Januar 2017 bestand die Flotte der Air Via aus zwei Flugzeugen:
| Flugzeugtyp     | Luftfahrzeugkennzeichen | Anmerkungen                          |
| --------------- | ----------------------- | ------------------------------------ |
| Airbus A320-200 | LZ-MDO                  | geleast von GECAS                    |
| Airbus A321-200 | LZ-PMZ                  | geleast von Apollo Aviation; inaktiv |